# Exeretonevra zentae
Exeretonevra zentae är en tvåvingeart som beskrevs av Paramonov 1953. Exeretonevra zentae ingår i släktet Exeretonevra och familjen vedflugor.
Artens utbredningsområde är New South Wales. Inga underarter finns listade i Catalogue of Life.